# Modern English
Modern English é uma banda inglesa de rock, bastante lembrada pelos singles "I Melt with You", "Hands Across the Sea" e "Ink and Paper". O grupo foi desformado em 1991, mas em 1995 retornou com novos membros.

## Discografia

### Singles
| Title                            | Year | Label    | UK Indie Chart | US Chart |
| "Drowning Man"                   | 1979 | Limp     | -              | -        |
| "Swans on Glass"                 | 1980 | 4AD      | 46             | -        |
| "Gathering Dust"                 | 1980 | 4AD      | 36             | -        |
| "Smiles and Laughter"            | 1981 | 4AD      | 16             | -        |
| "Life In The Glad House (remix)" | 1982 | 4AD      | 26             | -        |
| "I Melt With You"                | 1982 | 4AD/Sire | 18             | 78       |
| "Someone's Calling"              | 1983 | 4AD      | 43             | -        |
| The Singles EP                   | 1984 | 4AD      | -              | -        |
| "Chapter 12"                     | 1984 | 4AD      | 15             | -        |
| "Hands Across the Sea"           | 1984 | Sire     | -              | 93       |
| "Ink and Paper"                  | 1986 | Sire     | -              | -        |
| "I Melt With You"                | 1990 | TVT      | -              | 76       |

### Álbuns de estúdio
| Title             | Year | Label    | UK Indie Chart | US Chart |
| Mesh and Lace     | 1981 | 4AD      | 5              | -        |
| After the Snow    | 1982 | 4AD/Sire | 13             | 78       |
| Ricochet Days     | 1984 | 4AD/Sire | 5              | 93       |
| Stop Start        | 1986 | Sire     | -              | -        |
| Pillow Lips       | 1990 | TVT      | -              | -        |
| Everything Is Mad | 1996 | Imago    | -              | -        |

### Compilações
- Life in the Gladhouse, 1980-1984: Best of Modern English (2001) 4AD